# باشگاه فوتبال کلیپستون ولفار
باشگاه فوتبال کلیپستون ولفار (به انگلیسی: Clipstone Welfare Football Club) یک باشگاه فوتبال در شهر کلیپستون، کشور انگلستان است که در سال ۱۹۲۸ میلادی تأسیس شده‌است.